# Валькер, Сергей Александрович
Серге́й Алекса́ндрович Валькер (1910 или 1914, Санкт-Петербург — неизвестно) — советский футболист.
В 1937 играл за «Большевик». В 1938—1939 — за ленинградский «Зенит» («Большевик»). В чемпионате СССР 1938 в 19 играх забил 9 мячей, в 1939 году сыграл два матча.